# 와타나베 에이스케
와타나베 에이스케(일본어: 渡邉 英祐, 1999년 11월 3일~)는 일본의 축구 선수이다.

## 구단 경력
그는 2022년 J3리그의 가고시마 유나이티드 FC에 입단했다. 2023년 J3리그 준우승으로 J2리그로 승격했다. 2024년후 J3리그에 강등했다.